# KF Gjilani
KF Gjilani (alb.: Klubi Futbollistik Gjilani, serb. cyr.: Фудбалски клуб Гнилане) – kosowski klub piłkarski, mający siedzibę w mieście Gnjilane, na wschodzie kraju.

## Historia
Klub piłkarski KF Gjilani został założony miejscowości Gnjilane w roku 1995. W 1999 roku debiutował w Superlidze Kosowa, w której występuje do dziś.

### Chronologia nazw
- 1995: KF Gjilani

## Sukcesy

### Trofea międzynarodowe
Nie uczestniczył w rozgrywkach europejskich (stan na 31-05-2016).

### Trofea krajowe
| \| \| Zdobyte trofea w rozgrywkach Kosowa (stan na: 31-05-2016) \| |                                                           |      |          |
| Rozgrywki                                                          | Osiągnięcie                                               | Razy | Sezon(y) |
| Mistrzostwo                                                        | I miejsce                                                 | 0    |          |
| Mistrzostwo                                                        | II miejsce                                                | 1    | 2000/01  |
| Mistrzostwo                                                        | III miejsce                                               | 1    | 2021/22  |
| Puchar                                                             | zdobywca                                                  | 1    | 1999/00  |
| Puchar                                                             | finalista                                                 | 1    | 2001/02  |
| Superpuchar                                                        | zdobywca                                                  | 1    | 1999/00  |
| Superpuchar                                                        | finalista                                                 | 0    |          |
| II liga                                                            | I miejsce                                                 | ?    |          |
| II liga                                                            | II miejsce                                                | ?    |          |
| II liga                                                            | III miejsce                                               | ?    |          |
| Kosowo                                                             | Zdobyte trofea w rozgrywkach Kosowa (stan na: 31-05-2016) |      |          |

## Stadion
Klub rozgrywa swoje mecze domowe na stadionie miejskim w Gnjilane, który może pomieścić 15000 widzów.

## Piłkarze

### Obecny skład
Stan na 18 stycznia 2020:
| Nr | Poz. | Piłkarz                  |
| -- | ---- | ------------------------ |
| 3  | OB   | Armend Halili            |
| 4  | OB   | Ylber Kastrati (kapitan) |
| 8  | PO   | Salih Kosumi             |
| 11 | PO   | Fiton Hajdari            |
| 14 | PO   | Arbër Mustafa            |
| 20 | OB   | Edison Kqiku             |
| 25 | PO   | Kushtrim Shabani         |
| 30 | BR   | Kenan Haxhihamza         |
|    | NA   | Tomislav Bušić           |
|    | NA   | Gerhard Progni           |
|    | OB   | Franc Veliu              |
|    | NA   | Sebino Plaku             |
|    | OB   | Ylli Shameti             |

| Nr | Poz. | Piłkarz                   |
| -- | ---- | ------------------------- |
|    | OB   | Erlis Frashëri            |
|    | PO   | Muhamed Useini            |
|    | NA   | Darko Nikač               |
|    | OB   | Jackson Ferreira Silvério |
|    | BR   | Shkëlzen Ruçi             |
|    | PO   | Fjoart Jonuzi             |
|    | OB   | Oltion Rapa               |
|    | NA   | Keita Alassane Razak      |
|    | PO   | Qendrim Dautaj            |
|    | BR   | Petrit Terziu             |
|    | PO   | Keita Lanzeni Aziz        |
|    | PO   | Muamer Svraka             |

## Europejskie puchary
Legenda do wszystkich tabel:
- Q – runda eliminacyjna, 1/16, 1/8, 1/4, 1/2 – odpowiednia faza rozgrywek, Grupa – runda grupowa, 1r gr – pierwsza runda grupowa, 2r gr – druga runda grupowa, F – finał, R – runda, PO – play-off
- k. – rzuty karne, los. – losowanie, Dogr. – dogrywka, w. – zasada bramek strzelonych na wyjeździe

| Sezon   | Rozgrywki               | Runda | Klub               | Dom            | Wyjazd         | Ogólnie        |
| ------- | ----------------------- | ----- | ------------------ | -------------- | -------------- | -------------- |
| 2020/21 | Liga Europy             | PQ    | SP Tre Penne       | 3–1 (W)        | 3–1 (W)        | 3–1 (W)        |
| 2020/21 | Liga Europy             | 1Q    | APOEL              | 0–2 (D), Dogr. | 0–2 (D), Dogr. | 0–2 (D), Dogr. |
| 2022/23 | Liga Konferencji Europy | 1Q    | FK Lipawa          | 1–0            | 1–3            | 2–3            |
| 2023/24 | Liga Konferencji Europy | 1Q    | Progrès Niedercorn | 0–2            | 2–2            | 2–4            |

## Inne
- KF Drita Gnjilane